# 4 Town
4 Town, estilizado como 4*TOWN o como 4★TOWN, es una boy band ficticia que aparece en la película animada de comedia estadounidense Turning Red (2022) producida por Pixar Animation Studios. Las canciones que interpreta la banda fueron publicadas oficialmente en la banda sonora de la película, así como también se lanzó la canción «Nobody Like U» como sencillo oficial promocionándose en plataformas de streaming y en radios pop.

## Integrantes
Está conformada por 5 personajes recurrentes de la película:
- Robaire (interpretado por Jordan Fisher).
- Jesse (por Finneas O'Connell)
- Tae Young (por Grayson Villanueva)
- Aaron Z. (por Josh Levi)
- Aaron T. (por Topher Ngo).[1]

## Inspiraciones y creación
Domee Shi, la productora de la película explicó a Billboard Japón que para la creación del grupo, sus creadores se inspiraron en bandas musicales reales que tuvieron lugar en la década de los 90s y la de los 2000s, bandas tanto americanas como asiáticas, unas de ellas son Big Bang y 2PM, así como también Backstreet Boys, *NSYNC, 98 Degrees, B2K, O-Town y b4-4. Domee habló para el sitio Thrillist que decidió agregar 4*Town a la trama de la película para poder hacer un chiste que la mamá de la protagonista hizo, preguntando entre sus diálogos "¿Por qué lo llaman 4*Town si son cinco?", y que sorpresivamente se mantuvo la idea de justificarlos dentro de la historia.
Shi, explicó a Slate la importancia de darle seriedad a las bandas musicales, ya que: "Es una mayoría de edad para muchas chicas obsesionarse con su primera banda de chicos. Se sintió bien para una película sobre una adolescente que lo que está en juego en la película, el objetivo de la película, no es salvar el mundo. No es para salvar a la princesa. Es para llegar a su primer concierto de boy band y colectivamente convertirse en mujeres juntas mientras lo miran".

## En la película
En la sinopsis de la película, la cual está ambientada en inicios del año 2002, la banda es una de las más famosas y exitosas del momento y está por iniciar una gira musical por Norteamérica. En su presentación de Toronto, Canadá, interpreta dos canciones, «U know What's Up» y «Nobody Like U».

## Música
La banda tiene 3 canciones grabadas, «1 True Love», «U know What's Up» y «Nobody Like U»  esta última canción fue lanzada como sencillo oficial el 25 de febrero de 2022 a través de Walt Disney Records. La composición y producción musical del grupo estuvo a cargo de FINNEAS y Billie Eilish. En plataformas de streaming se le acredita a la banda bajo el nombre de 4*TOWN (From Disney and Pixar's Turning Red) para especificar su origen ficticio.

## Sencillos
2022: «Nobody Like U»